# Medel (Pays-Bas)
Pour les articles homonymes, voir Medel.
Medel est un hameau qui fait partie de la commune de Tiel dans la province néerlandaise du Gueldre.
Le hameau se trouve à l'ouest d'Echteld, et, jusqu'en 2001, appartenait aussi à cette commune. Lors de la réorganisation municipale du 1er janvier 2002, Medel a été transféré à Tiel.

## Histoire
Des vestiges de l'âge du fer et de l'époque romaine ont été trouvés sur la localité de Medel, dont un cimetière du IIe siècle. Des traces d'habitation ont été trouvées sur Medelsestraat / Bredesteeg de l'époque romaine à la fin du Moyen Âge, ce qui pourrait indiquer une continuité d'habitation de 2000 ans.
La plus ancienne mention de Medel date de 1076 et concerne Giselbertus de Medela qui résidait sur place. Medele est mentionné en 1196, et au XIIIe siècle, Rudolf van Medelen en serait le propriétaire. En 1400, il y est fait référence d'une chapelle.
Jusqu'en 1830, la maison d'origine médiévale Huis te Medel (nl) s'élevait dans ce quartier.
Au XVIIe/XVIIIe siècle, certaines fermes sont construites sur des tertres désignés localement par le terme de terp.

### Recherches archéologiques
Diverses fouilles archéologiques ont été menées à Medel, où des vestiges ont été retrouvés de l'âge du fer à l'ère moderne.
En 2017, l'un des sites romains les plus riches de la Betuwe a été découvert lors d'une extension du parc d'activités. Parmi les 2 500 objets en bronze trouvés figuraient un rare balsamarium (pot à onguent) décoré de divinités en relief de l'amour, et des objets de luxe tels que des fibules, des bagues, des poignards, une lampe à huile et une passoire à vin. Les objets étaient situés dans une petite zone de vingt à cinquante mètres de large dans un ancien lit de rivière situé le long du "Hoge Hof" légèrement plus élevé. Les chercheurs soupçonnent qu'une villa ou un sanctuaire s'y trouvait autrefois.[3][4] Plusieurs cimetières du l'âge de pierre (vers 3650 av. J.-C.) ont également été découverts, dont une tombe d'au moins huit personnes.[5][6]
Le 21 juin 2023, une équipe d'archéologues a annoncé avoir fouillé depuis 2017 un grand sanctuaire à ciel ouvert (environ 22 hectares) daté d'environ 4 000 ans, le long de la rivière Waal à Medel près de Tiel aux Pays-Bas,. Le complexe comprend trois tertres funéraires, dont le plus grand d'un diamètre de vingt mètres fonctionnait également comme un calendrier solaire : le jour le plus long (21 juin) et le jour le plus court (21 décembre) de l'année, le soleil brillait précisément à travers les fossés construit spécifiquement indiquant ainsi la date,. Les peuples préhistoriques pourraient l'avoir utilisé pour déterminer les jours fériés et les jours de récolte. Le calendrier solaire de Tiel rappelle donc Stonehenge en Angleterre, mais le calendrier de Tiel était fait de bois au lieu de pierres et ce bois s'est décomposé avec le temps. Cependant, il a aussi été retrouvé de plus de quatre-vingts personnes, principalement des femmes, y avait été enterrées ou incinérées. Les archéologues ont trouvé environ 25 000 restes osseux, 32 000 éclats, 170 000 fragments de poteries en argile, 58 000 pierres naturelles et 10 000 silex.

## Économie
La zone comporte un parc industriel et géré par une coopérative. Il comporte deux tranches, Medel I et Medel II, en prévision. Medel I a une superficie de  210 hectares. 50 hectares ont été vendus en 2007, et 25 de plus en 2008.
Situé sur l'autoroute A 15, le parc est relié à Rotterdam (à 75 km), à l'ouest, et la région d'Arnhem-Nimègue (à 40 km), à l'est. Au-delà, les autoroutes A1 et A73 mènent dans l'Est de l'Allemagne, via le nœud logistique de Venlo-Venray. Le parc devrait être desservi par un terminal à conteneurs sur le canal Amsterdam-Rhin, construit par Partner Logistics Europe, de Bergen op Zoom, et H & S Groepen de Barneveld, et capable d'accueillir plus de 50 000 conteneurs par an.
Le transport du personnel est assuré, depuis le 24 septembre 2007, par le Medelbus. La desserte est assurée par deux minibus à huit places. Les chauffeurs ont été recrutés et formés par la ville de Tiel, dans le cadre d'un plan de déplacements d'entreprises.Le Medelbus circule toutes les demi-heures aux heures de pointe (l'un d'eux assure la correspondance avec les trains), et sur demande aux heures creuses. En 2008, 15 198 personnes ont utilisé le Medelbus. 88 % des utilisateurs utilisant le service 4 à 5 jours par semaine. 39 % se déplaçaient précédemment en voiture individuelle.
Le parc accueille des activités de transport, notamment celles de DHL, Mol Cargo et Bergtrans. Goodman’s European Logistics Fund (‘GELF’) a acquis 56 253 m² d'entrepôts en 2007. Le parc héberge aussi un centre de distribution de Lidl, un centre de traiterment des déchets du processeur AVRI, ainsi qu'Eurolacke et Daalderop.

## Sports et loisirs
Medel comporte également un parc avec deux lacs, des pistes cyclables et des itinéraires de randonnée. Le hameau accueille chaque année la Boucle de Medel, qui traverse les communes de Tiel, Buren, Neder-Betuwe et Overbetuwe. Cette épreuve, longue de 180 km, compte pour le championnat des Pays-Bas. L'édition 2008 a été arrêtée, à cause d'une chute massive. L'édition 2009 s'est déroulée le 13 juin 2009. Medel compte également un club de tennis, le LTV, qui organise, chaque année, un tournoi, le Formido Open. La quatrième édition s'est tenue le 23 août 2009.